# 船底座V374
船底座V374，又名CP-60 1006，HD 66194、SAO 250055、HR 3147，是船底座的一颗恒星，视星等为5.81，位于銀經273.93，銀緯-15.8，其B1900.0坐标为赤經7h 57m 10.4s，赤緯-60° -15.8′ 2″。